# Francesco Cavalera
Francesco Cavalera (Lecce, 26 gennaio 1919 – Roma, 28 ottobre 2013) è stato un generale e aviatore italiano.
Pluridecorato pilota da caccia della Regia Aeronautica durante la seconda guerra mondiale, al termine del conflitto transita nella neocostituita Aeronautica Militare, ricoprendo tra il 1º febbraio 1978 e il 31 dicembre 1980 la carica di capo di Stato Maggiore della Difesa.

## Biografia

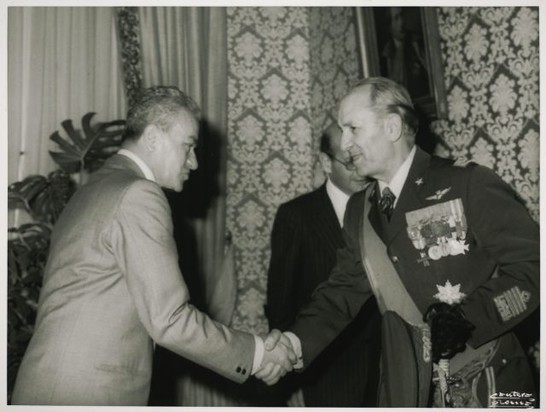
Francesco Cavalera, a destra, salutato dal presidente della Camera, Pietro Ingrao, 1978

Nato a Lecce il 26 gennaio 1919, a iniziò il proprio servizio militare all'interno della Regia Aeronautica nel 1937, come Allievo Ufficiale Pilota di complemento. Promosso al grado di sottotenente, viene inviato presso un reparto da caccia di stanza sull'isola di Rodi. Nell'ottobre dello stesso anno inizia a frequentare il regolare "'Corso Turbine'" presso la Regia Accademia Aeronautica di Caserta, dove, già dalla fine del primo anno di corso, riuscì a classificarsi al primo posto.
Promosso al grado di sottotenente pilota nel 1941, nel 1942 venne assegnato all'appena ricostituito 51º Stormo caccia, al comando del tenente colonnello Aldo Remondino, con il quale partecipò ad alcune operazioni belliche nel Mediterraneo e a Malta, durante le quali venne insignito di tre medaglie al valor militare, una d'argento e due di bronzo di cui le prime due acquisite direttamente sul campo.
Era a Roma quando venne siglato l'armistizio dell'8 settembre 1943, e subito decise di unirsi alle squadriglie della resistenza dell'area ma venne fermato e arrestato dalle autorità tedesche, riuscendo comunque poi a sfuggire alla cattura. Nel 1944 raggiunse l'Italia meridionale e prese parte, col ricostruito 51º Stormo caccia al comando del tenente colonnello Duilio Fanali, alla guerra di liberazione, venendo decorato con una croce di guerra al valor militare.
Dopo la fine della seconda guerra mondiale fu promosso capitano, assumendo il comando della 356ª Squadriglia. Dopo una breve parentesi nell'aviazione civile nel 1947 prese servizio presso lo Stato maggiore dell'aeronautica militare. Nel 1950 comanda una squadriglia da caccia in Somalia, rientrando poi presso il 51º Stormo basato sull'aeroporto di Treviso.
Nel 1953 riprese gli studi frequentando il corso normale e poi quello superiore presso la Scuola di guerra aerea, di Firenze, sempre classificandosi al primo posto. Successivamente prestò servizio nel 3º Reparto dello stato maggiore dell'Aeronautica Militare, e promosso tenente colonnello nel 1958 assunse il comando del Reparto di volo della Scuola di Addestramento Aviogetti di Amendola (1958-1960), passando quindi a frequentare il NATO Defense College a Parigi. Nel 1964 diviene comandante della 5ª Aerobrigata di stanza a Rimini, mantenendolo fino al 1965, per frequentare l'anno successivo il Centro di Alti Studi Militari. Nominato generale di brigata aerea nel 1967, fu posto a capo della Accademia Aeronautica di Pozzuoli, mantenendo l'incarico fino al 1969.
Promosso Generale di divisione aerea assume l'incarico di Sottocapo di Stato maggiore dell'Aeronautica (1971-1972), e quindi, con la promozione a Generale di squadra aerea, Direttore Generale per il Personale Militare dell'Aeronautica (1972-1975). Il 1º febbraio 1975 diviene Segretario Generale della Difesa, mantenendolo fino al 1978, quando il 1º febbraio di quell'anno assume l'incarico di Capo di Stato Maggiore della Difesa ricoprendolo fino al 31 gennaio 1980. Si spense a Roma, presso l'Ospedale militare del Celio il 28 ottobre 2013.

### Periodici
- Il generale di squadra aerea Francesco Cavalera è “volato più in alto”, in Il Corriere dell'Aviatore, n. 11/12, Roma, Associazione Nazionale Ufficiali Aeronautica, novembre-dicembre 2013,  p. 17.